# المنصورة الجديدة
المنصورة الجديدة مدينة مصرية جديدة من مدن الجيل الرابع في مصر، تقع في محافظة الدقهلية، وتتبع إدارياً لهيئة المجتمعات العمرانية الجديدة، أنشئت بقرار رئيس جمهورية مصر العربية رقم 378 لسنة 2017 ليقام عليها مجتمع عمراني جديد. تطل المدينة على البحر الأبيض المتوسط بطول 15 كم وتبلغ مساحة المرحلة الأولى للمدينة 2063 فدان وتبلغ تكلفة المرحلة الأولى 45 مليار جنيه.
تعود فكرة إنشاء المدينة إلى عهد جمال عبد الناصر حيث وضع حجر أساس للمدينة على مساحة 20 ألف فدان غير أن المشروع ظلّ حبيس التخطيط دون تنفيذ فعلي حتى أعيدت الفكرة في عام 2009 لكنها لم تشهد أي خطوات عملية على أرض الواقع. عاد الحديث عن المدينة بعد ثورة 25 يناير حينما أصدر إبراهيم محلب رئيس الوزراء وقتها قرار بتخصيص أرض للمشروع ووضع حجر أساس جديد عام 2017. وافتتحت المرحلة الأولى رسميًا في 1 ديسمبر 2022.

## المخطط العام
تبلغ مساحة المرحلة الأولى نحو 2063 فداناً، وتضم المرحلة الأولى في قطاع الإسكان نحو 19 ألف وحدة سكنية بالإضافة إلى بعض كليات فرع جامعة المنصورة (جامعة المنصورة الجديدة) الآن، مدرستين للتعليم الأساسي و8 أسواق ومركز طبي و قسم شرطة ووحدة إطفاء والمرحلة الأولى من محطة تحلية مياه البحر بطاقة 40 ألف م3/يوم، والمرحلة الأولى من محطة المعالجة بطاقة 30 ألف م3/يوم، ومحطة الكهرباء.
تشمل إسكان اجتماعي متميز ويضم 58 عمارة سكنية، إسكان سكن مصر ويضم 196 عمارة سكنية، إسكان جنة ويضم 468 عمارة سكنية، إسكان الفيلات ويضم 1180 فيلا سكنية، وإسكان الأبراج ويضم 30 برج سكني وإداري وتجاري، كما تضم المدينة 30 برجًا تتضمن المرحلة الأولى 12 برجًا بارتفاعات متوسطها 28 طابقًا.

## التعليم
تضم المدينة جامعة المنصورة الجديدة التي أنشئت بعام 2019 وافتتحت في عام 2022 وتضم 14 كلية هي كلية الأعمال وكلية المعاملات القانونية الدولية وكلية علوم وهندسة المنسوجات وكلية الهندسة وكلية علوم وهندسة الحاسبات وكلية العلوم والطب وطب الأسنان والصيدلة وكلية العلوم الاجتماعية والإنسانية وكلية الإعلام والاتصال وكلية العلوم الصحية التطبيقية وكلية التمريض وكلية دراسات عليا.
وأنشئت بها جامعة خاصة تسمى جامعة العروبة في عام 2025 فيها كليات الهندسة وطب الأسنان وكلية الفنون والتصميم وكلية الإدارة والعلاج الطبيعي والذكاء الاصطناعي وعلوم الحاسب وتكنولوجيا العلوم الصحية التطبيقية.